# Марикода, Вячеслав Вячеславович
Вячеслав Вячеславович Марикода (27 марта 1991 года, Краснодар) — российский футболист, вратарь.

## Карьера
Воспитанник краснодарской «Кубани». Начинал карьеру в дубле команды. После вылета клуба из премьер-лиги выступал на первенстве Краснодарского края. Затем несколько лет играл за команды второго дивизиона зоны «Юг». В 2015 году после ухода из «Машука-КМВ» вновь на долгое время остался без клуба. Во время перерыва защищал ворота любительского коллектива «Олимп-Универспорт» из Краснодара. Удачные действия позволили ему в июле 2017 года попасть в состав «Дружбы» Майкоп.
Летом 2018 года отправился в Армению, где заключил контракт с «Араратом» Ереван. Первый матч в чемпионате провел 19 августа против «Ширака» (0:0).